# Чилийская пеламида
Чилийская пеламида или калифорнийская пеламтида  (лат. Sarda chiliensis) — вид пелагических рыб рода пеламид из семейства скумбриевых (Scombridae). Обитают в субтропических водах Тихого океана между 60° с. ш. и37° ю. ш. и между 149° з. д. и 70° в. д. Встречаются на глубине до 100 м. Достигают длины 102 см. Ценная промысловая рыба .

## Таксономия
Вид имеет два подвида с разным географическим ареалом: Sarda chiliensis lineolata и Sarda chiliensis chiliensis.

## Ареал
Географический ареал ограничен восточной частью Тихого океана. Северный подвид чилийской пеламиды Sarda chiliensis lineolata распространён от Аляски до Нижней Калифорнии и в южной части Калифорнийского залива, а южный, Sarda chiliensis chiliensis —  от Эквадора до Чили. Эти эпипелагические и неретические рыбы встречаются на глубине до 100 м.

## Описание

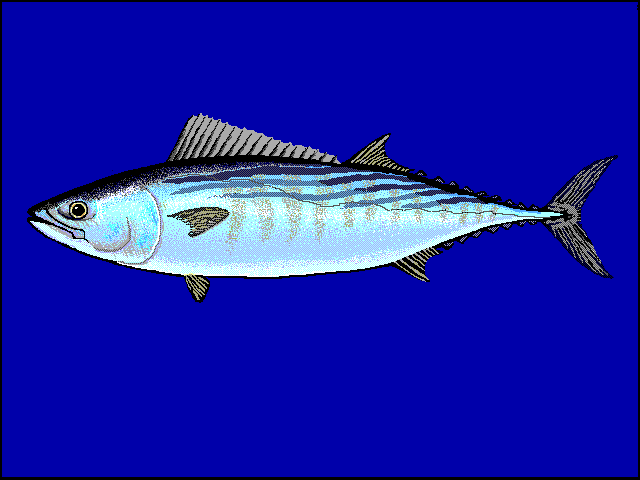

Максимальная длина от начала рыла до развилки хвостового плавника в южном полушарии составляет 79 см, а в северном — 102 см, масса 11,3 кг. У чилийских пеламид веретеновидное невысокое тело, слегка сжатое с боков. Рот довольно крупный, широкий. Верхняя челюсть доходит до заднего края глаза. Зубы небольшие, конические, выстроены в один ряд. На верхней челюсти 18—30, а на нижней 14—25 зубов. Зубы на сошнике отсутствуют. На первой жаберной дуге 23—27 тычинок.  Имеется 2 спинных плавника, расположенных близко друг к другу. В первом спинном плавнике 17—19 колючих лучей, длина его основания составляет 26,7—31,4 % от длины тела до хвостовой развилки. Позади второго спинного плавника пролегает ряд из 8 мелких плавничков. Грудные плавники короткие, образованы 22—26 лучами. Между брюшными плавниками имеется невысокий раздвоенный выступ. В анальном плавнике 12—15 мягких лучей. Позади анального плавника пролегает ряд из 6—7 мелких плавничков. Боковая линия единичная, волнообразно изгибается вниз по направлению к хвостовому стеблю. Хвостовой стебель узкий. По обе стороны хвостового стебля пролегает длинный медиальный киль и 2 небольших киля по бокам от него ближе к хвостовому плавнику. В передней части тела имеется панцирь, остальная кожа покрыта мелкой чешуёй. Общее количество составляет 42—46, в том числе 20—23 в хвостовом отделе . Плавательный пузырь отсутствует. Левая и правая доли печени удлинены, а средняя укорочена. Спина сине-зелёного цвета, бока и брюхо серебристые, верхнюю половину тела покрывают узкие тёмные скошенные полосы.

## Биология
Пеламида — хищник. Основу рациона составляют мелкие стайные пелагические рыбы, вид которых зависит от географического места обитания. Также охотятся на кальмаров и креветок. Распространён каннибализм. 
Размножаются икрометанием. Икра пелагическая с несколькими жировыми каплями, диаметр икринок 1,3 мм. В южном полушарии нерест пеламиды происходит в прибрежных водах в с сентября по декабрь,  а в северном начинается в начале марта в южных областях и продолжается до мая в северных областях. Вымётывание икры происходит несколькими порциями. Плодовитость около 0,5 миллиона икринок у рыб массой около 3 кг. Самцы и самки достигают половой зрелости примерно в двухлетнем возрасте. Длина до развилки хвоста самых маленьких половозрелых чилийских пеламид колеблется в пределах 47—53 см. Плодовитость напрямую зависит от размера. Максимальная продолжительность жизни около 6 лет. Длина поколения оценивается в 3—4 года.

## Взаимодействие с человеком
Чилийская пеламида имеет большое промысловое значение. Её ловят кошельковыми, ставными и закидными неводами, а также тралами и ставными сетями. В 1960-х годах уловы достигали 110 тысяч тонн в год. Мясо поступает на рынок в свежем, замороженном и консервированном виде. Свежее мясо отваривают или запекают. Представляет интерес для рыболовов-любителей, максимальная длина трофейной рыбы до развилки хвоста равна 91,4 см, а масса 10,07 кг. Международный союз охраны природы оценил охранный статус вида как «Вызывающий наименьшие опасения».